# Nieuw Goes
Nieuw Goes is een lokale politieke partij in de Zeeuwse gemeente Goes. De partij is opgericht in 2017.
Nieuw Goes heeft van 2 juni 2022 tot 19 september 2023 in de coalitie van de gemeente Goes gezeten. Ze stapten toen uit de coalitie door gebrek aan openheid en vertrouwen.

## Verkiezingen
De partij heeft bij verschillende verkiezingen de volgende zetelaantallen behaald:
| Jaar | Stemmen | %      | Zetels |
| ---- | ------- | ------ | ------ |
| 2018 | 1.879   | 10.68% | 3 / 25 |
| 2022 | 2.979   | 18.05% | 4 / 25 |